# Хауард Картер
Хауард Картер (енгл. Howard Carter; Чисвил, 9. мај 1874 — Лондон, 2. март 1939) је био чувени енглески археолог и египтолог.
Са 17 година почео је да студира натписе и цртеже Египта. Радио је на ископавањима у Бен Хасану, краљевским гробницама Средњег Египта, а касније је сарађивао са Флиндерсом Питријем.
Током ископавања у Долини краљева у Египту открио је гробнице Аменофиса I, Тутмеса IV и краљице Хатшепсут. Његово највеће откриће је гробница фараона Тутанкамона.
Умро је у Лондону од лимфома.

## Откриће Тутанкамонове гробнице
Картер и лорд Карнавон били су први људи који су ушли у Тутанкамонову гробницу после више од 3.000 година, када је у њу положен фараон.
Мањи налази упутили су Картера где би гробница могла да се налази. 4. новембра 1922. године гробница је отворена, тада је Картер открио први улаз. 5. новембра отркивено је степениште, а 24. новембра зид са Тутанкамоновим печатима.
У гробницу је морало да се доведе електрично осветљење и да се обезбеди од крађе јер су налази били од злата.
Тутанкамоново благо се налази у Египатском музеју у Каиру и смештено је у 12 просторија. Картер је нашао у гробници 4 шкриње које су биле уграђене једна у другу све са богатим позлатама. Саркофаг који је пронађен је од једног комада жутог кремена и у њему су се налазила три ковчега од којих је поред позлаћених био и један од злата са тежином од 110,4 kg.